# IC 1065
IC 1065 (również PGC 52924, UGC 9553 lub 3C 305) – galaktyka spiralna z poprzeczką (SB0) znajdująca się w gwiazdozbiorze Smoka w odległości około 600 milionów lat świetlnych. Została odkryta 7 kwietnia 1888 roku przez Lewisa Swifta.
Galaktyka IC 1065 jest galaktyką Seyferta typu 2. W jej centrum znajduje się supermasywna czarna dziura. W jej wypadku jednak dżet wychodzący z czarnej dziury nie pokrywa się z położeniem źródła fal radiowych, które jest jednak powiązane z emisją w paśmie widzialnym. Oznacza to, że promieniowanie rentgenowskie może być generowane w wyniku albo oddziaływania dżetów supermasywnej czarnej dziury z gazem międzygwiezdnym, który zostaje ogrzany do temperatury umożliwiającej emisję promieniowania rentgenowskiego, albo za podgrzanie gazu do odpowiednio wysokiej temperatury są odpowiedzialne obszary leżące blisko czarnej dziury.
W galaktyce tej zaobserwowano supernową SN 2003jb.